# Jean-Baptiste Pâris de Meyzieu
Jean-Baptiste Pâris de Meyzieu (* 16. Mai 1718 in Paris; † 6. September 1778 in Paris) war ein französischer Rechtsanwalt, Autor und Enzyklopädist.

## Leben
Er war der Sohn des Claude Jean-Baptiste Pâris de la Montagne (ca. 1670–1745) und der Elisabeth de la Roche. Als vorletztes Kind von insgesamt fünf weiteren Geschwistern hatte er noch vier Brüder und eine Schwester. Claude Geoffroy Pâris (* 1709), Antoine in Pâris d’Illins, Pierre Pâris de la Tour (1713–1730), Anne-Emilie Pâris de la Montagne (* 1716) und François Joseph Moirans Pâris (1719–1744) ein. Er  war auch der Neffe des Finanziers Joseph Pâris Duverney  (1684–1770).
Jean-Baptiste Pâris de Meyzieu trat aus dem militärischen Dienst im Rang eines Oberstleutnants, lieutenant-colonel aus. Im Jahre 1738 war er als Advokat am Parlement von Paris beschäftigt, später war er als Berater des Parlements tätig.
Im Jahre 1739 wurde er Kommissar am Justizpalast, commissaire de requêtes du Palais de Justice. 
Zeitweise arbeitete er als Verwalter der École royale militaire, welche durch die finanzielle Mithilfe seines Onkels Joseph Pâris Duverney gegründet worden war. Für die Encyclopédie  schrieb er über diese Militärschule. Der Verkauf seiner Bibliothek dieser fameux bibliophile erbrachte die Summe von 54 000 Livres.
Er pflegte mit Pierre Augustin Caron de Beaumarchais eine freundschaftliche Beziehung.

## Werke
- Lettre sur l’École militaire. London  1755